# Cyclophora conspicillaria
Cyclophora conspicillaria är en fjärilsart som beskrevs av Pieter Cornelius Tobias Snellen 1874. Cyclophora conspicillaria ingår i släktet Cyclophora och familjen mätare. Inga underarter finns listade i Catalogue of Life.